# Exacum zombense
Exacum zombense là một loài thực vật có hoa trong họ Long đởm. Loài này được N.E.Br. mô tả khoa học đầu tiên năm 1902.